# Galičica
La Galičica (en macédonien Галичица) est un massif montagneux de moyenne altitude situé au sud-ouest de la Macédoine du Nord, entre le lac d'Ohrid et le lac Prespa. Son point culminant est le pic Magaro, qui s'élève à 2 254 mètres d'altitude. Elle est protégée depuis 1958 au sein du parc national de Galičica. Le massif est fait de roche calcaire. Il s'étend sur le territoire des municipalités d'Ohrid et de Resen.
La Galičica est l'une des dernières régions habitées par le lynx des Balkans (Lynx lynx martinoi) et une trentaine d'individus y vivent encore.

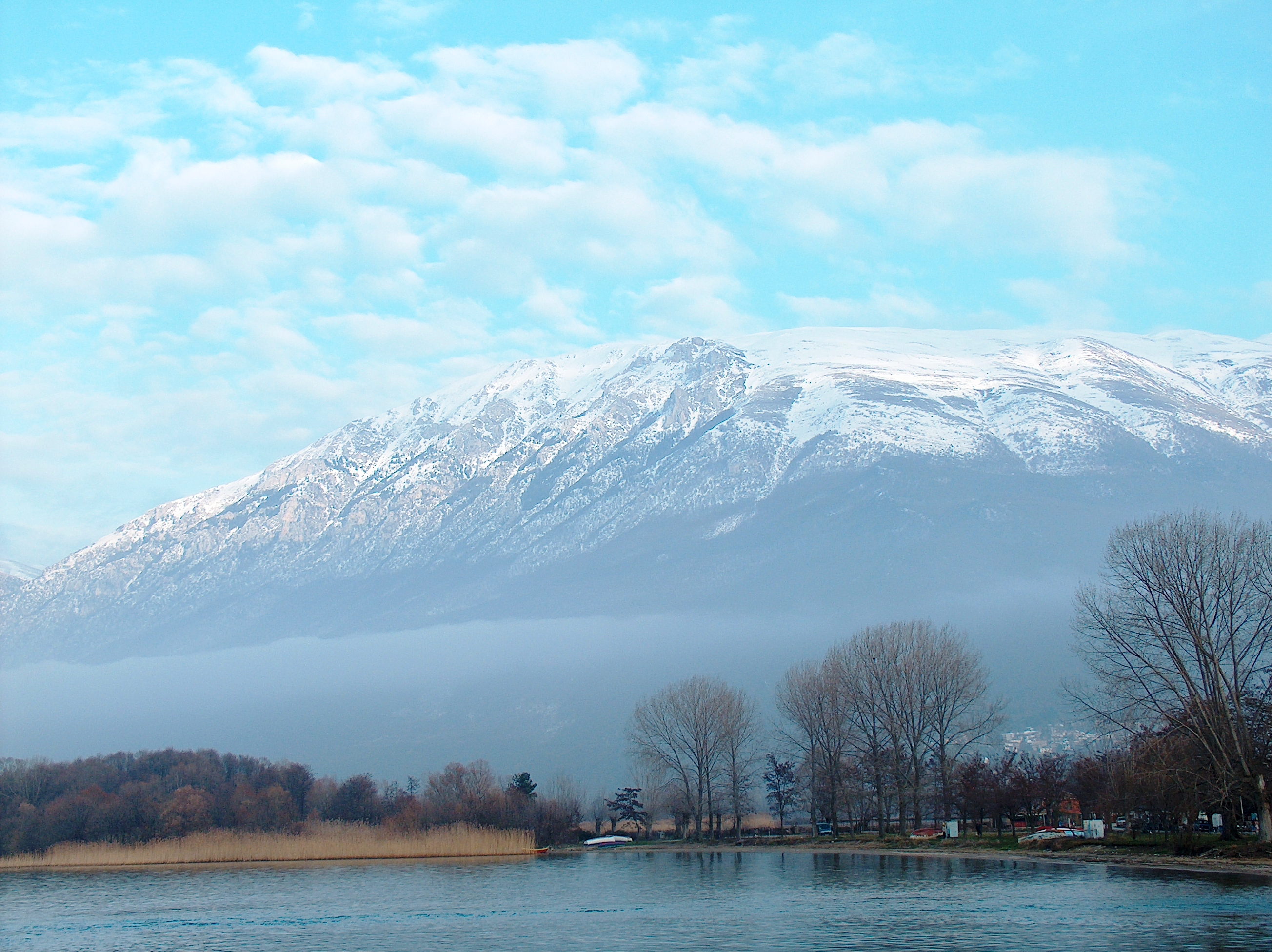
Vue du lac d'Ohrid avec la Galičica en arrière-plan.
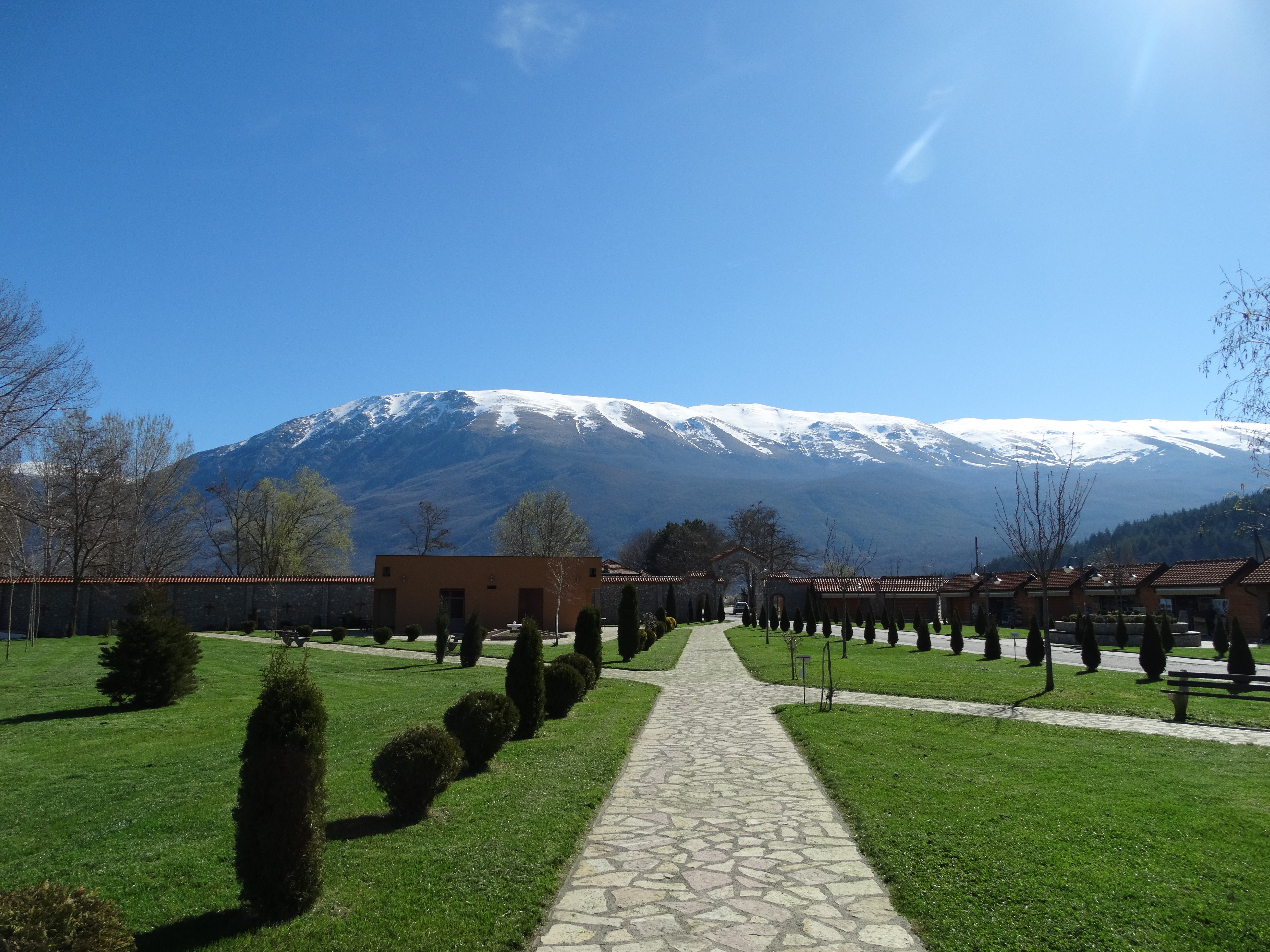
La Galičica vue depuis le monastère Saint-Naum.